# Orpheu

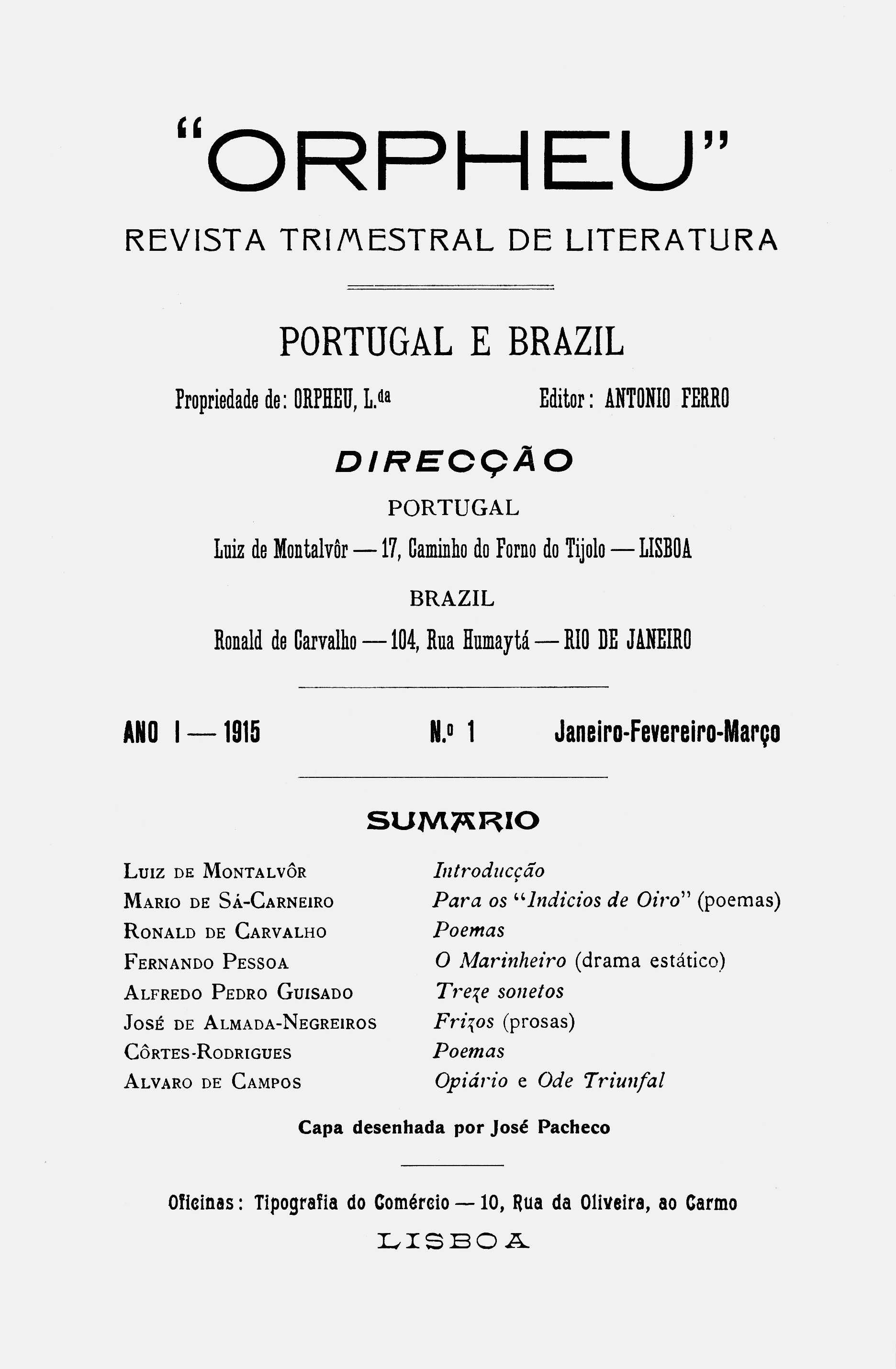
Seite 1 der Nr. 1, Januar-Februar-März 1915.

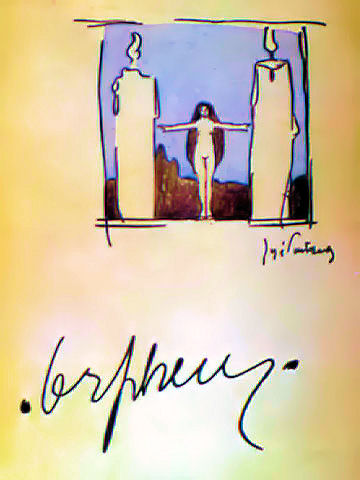
Titelseite der ersten Ausgabe

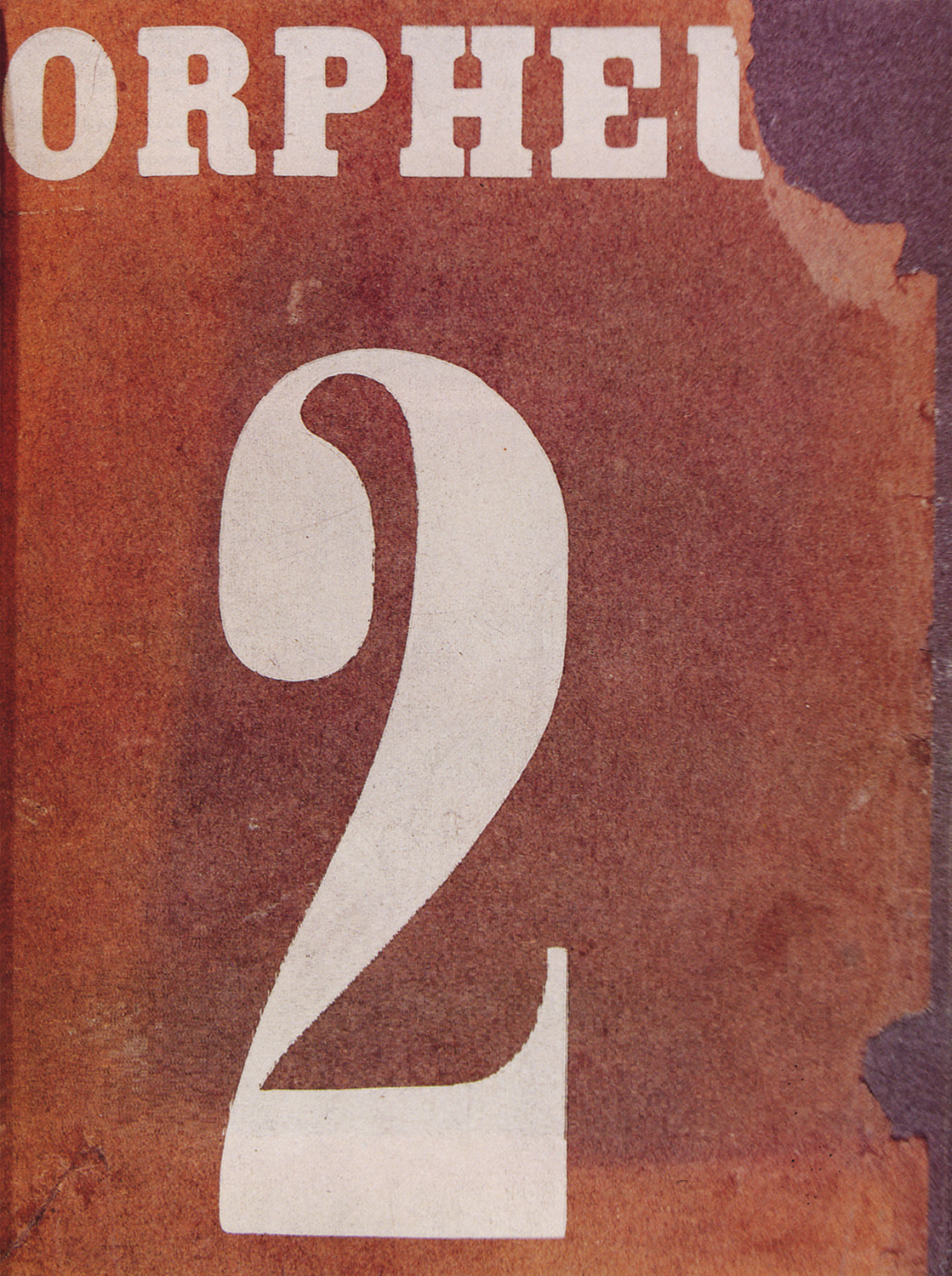
Titelseite der zweiten Ausgabe

Orpheu war eine portugiesische Literaturzeitschrift. Sie brachte es nur auf zwei Ausgaben.
Orpheu 1 erschien für die Monate Januar, Februar, März 1915 und Orpheu 2 für die Monate April, Mai, Juni 1915. Eine dritte Ausgabe war geplant, kam aber niemals zustande. Das Heft sollte dreimonatlich erscheinen.

## Name der Zeitschrift
Orpheu wurde nach Orpheus, dem mythischen Sänger und Lyra-Spieler aus der griechischen Mythologie, benannt. Man vermutet, dass zum einen Orpheus’ Gang in die Unterwelt etwas Subversives habe (dass die Zeitschrift ursprünglich nur für eine bestimmte Zahl von Leute erscheinen sollte und der Erneuerung der Literatur galt) und dass der Sänger mit seiner Lyra stellvertretend für die Autoren der Gedichte und Texte der Zeitschrift stehen sollte.

## Herausgeber
Herausgeber für die erste Version war António Ferro, dem zwei Subherausgeber (Direktoren) unterstellt waren: für Portugal Luís de Montalvor und für Brasilien Ronaldo de Carvalho. Hauptsitz der Zeitschrift war Lissabon, mit einer Zweigstelle in Rio de Janeiro. Alleinige Herausgeber der zweiten Ausgabe waren Fernando Pessoa und Mário de Sá-Carneiro.

## Autoren
In der ersten Ausgabe nahmen mit Beiträgen teil: Luis de Montalvor (Vorwort), Mario de Sa-Carneiro, Ronaldo de Carvalho (Brasilien), Fernando Pessoa, Alfredo Guisado, Jose Sobral de Almada Negreiros, Armando Cortes-Rodrigues, Alvaro de Campos (Heteronym von Fernando Pessoa). Der Maler José Pacheco steuerte eine Zeichnung mit einem weiblichen Akt bei.
Die Autoren der zweiten Ausgabe waren: Ângelo de Lima, Mario de Sa-Carneiro, Eduardo Guimarães (Brasilien), Raul Leal, Violante de Cisneiros (Pseudonym von Armando Cortes-Rodrigues), Alvaro de Campos (Heteronym von Fernando Pessoa), Luis de Montalvor, Fernando Pessoa. Der Maler Santa Rita Pintor illustrierte die Ausgabe.

## Rezeption
Orpheu galt als die innovativste und avantgardistischste Literatur- und Kunstzeitschrift Portugals im Zwanzigsten Jahrhundert. Nach drei Wochen waren jeweils alle Ausgaben restlos ausverkauft. Die Zeitschrift gilt bis heute als Portalmagazin am Beginn der literarischen und künstlerischen Moderne Portugals.

## Skandal
Das Magazin sorgte für den größten Literaturskandal in der Geschichte Portugals. Der Politiker, Schriftsteller und Psychiater Júlio Dantas bezeichnete die Autoren als „wahnsinnig“. Die Zeitschrift war wochenlang Tagesgespräch in Lissabon, viele andere Künstler machten sich über sie lustig. Man war die Innovation und die teilweise heftigen Gedichte in dieser Form im damals sehr konservativen Portugal nicht gewohnt. Sogar Analphabeten und Leute aus niederen Schichten diskutierten über die Zeitschrift, da sie oftmals durch ihre Arbeitgeber über den Sachverhalt informiert wurden und gewarnt wurden, Orpheu zu kaufen.

## Die dritte Ausgabe
Aus Geldmangel, weil der Hauptfinancier, der Vater von Mario de Sá Carneiro, seine Zahlungen einstellte
und wohl auch aus Angst nach dem Skandal der zweiten Ausgabe wurde die für 1917 schon im Probedruck befindliche dritte Ausgabe des Orpheu niemals publiziert. Dort hätten folgende Autoren Beiträge veröffentlichen sollen: Augusto Ferreira Gomes, de Figueiredo, António Botto, Alvaro de Meneses, Fernando Pessoa, Mario de Sa-Carneiro und Jose de Almada-Negreiros und Fernando Pessoa unter dem Heteronym C. Pacheco. Ein Faksimilie des Probedrucks erschien 1983.

## Trivia
- Fernando Pessoa erstellte für Orpheu ein Horoskop.
- Die heute bekanntesten Gedichte, die in den Magazinen erschienen, waren die „Meeresode“ und die „Triumphode“ von Fernando Pessoas Heteronym Alvaro de Campos.